# Vavá (cantor)
Wagner Duarte (Santos, 16 de outubro de 1973), mais conhecido pelo nome artístico de Vavá, é um cantor e compositor brasileiro.

## Carreira
Vavá começou a carreira em 1995 como vocalista do grupo de pagode Karametade. A frente do grupo, teve sucessos como "Morango do Nordeste" (versão cover do sucesso de Lairton dos Teclados), "Decisão", "Se Melhorar Estraga" e "Louca Sedução". Em 1999 estreou como ator na quinta temporada do seriado Malhação, da Rede Globo, interpretando o cantor Chico Samba.  
No fim de 2000 com mais de 1,5 milhões de cópias de discos vendidos, em pleno auge do grupo Karametade, Vavá decidiu partir para a carreira solo após alguns conflitos internos entre os membros sobre os rumos que deveriam tomar. 
No primeiro semestre de 2001 lançou seu álbum de estreia na carreira solo, homônimo, com os hits “Tua Cara”, “Desencontros”, ”Me Liga” e “Anjinho” vendendo mais de 100 mil cópias. 
Em 2002 lançou o segundo álbum, também homônimo, onde extraiu os sucessos "Olhando a Imensidão do Mar", “Quero (Quiero)” e "Convite de Casamento", regravação de Gian & Giovani que se tornou seu maior hit solo. 
No ano de 2003 lançou o terceiro álbum solo intitulado Tô Chegando, que teve como carro-chefe o single "Chamada a Cobrar" e fez sua estreia nos cinemas Brasileiros, no filme Didi, o cupido trapalhão, como ele mesmo.  Em 2004 grava seu primeiro álbum ao vivo, destaque para as faixas “Ainda é cedo pra dizer Bye Bye”, “Piscar de Olhos (Feat. Dudu Nobre)” e “Carência”. 
Durante a década de 2010, formou dupla com seu irmão gêmeo, Marcio Duarte (ele próprio ex-vocalista de outro grupo de pagode, o Desejos).
Em 2012 participou da 5ª edição do programa "A Fazenda". Foi fazendeiro na semana 6 de programa e foi eliminado na semana 10 (50,41%) quando foi para roça contra a participante Nicole Bahls.
Após anos cantando com Marcio, em 2020, juntos, os gêmeos voltam a frente do grupo Karametade para uma tour de comemoração aos 25 anos do grupo.

## Filmografia

### Televisão
| Ano  | Título                   | Personagem / Cargo       | Notas       |
| ---- | ------------------------ | ------------------------ | ----------- |
| 1999 | Malhação                 | Chico Samba              | Temporada 5 |
| 2003 | Didi, o cupido trapalhão | Ele mesmo                | Cinemas     |
| 2012 | A Fazenda                | Participante (7.º lugar) | Temporada 5 |